# Elytra (czasopismo)
Elytra (New Series) – recenzowane czasopismo naukowe publikujące w dziedzinie entomologii.
Czasopismo koleopterologiczne Elytra zaczęło się ukazywać w 1973 roku. Wówczas wydawane było w Tokio przez The Japanese Society of Coleopterology. W 2010 roku doszło do fuzji The Japanese Society of Coleopterology z The Japan Coleopterological Society i powstało Coleopterological Society of Japan, które jest obecnym wydawcą pisma. Pismo Elytra (New Series) powstało z połączenia dawnego Elytra z wydawanym w Osace Entomological Review of Japan. Czasopismo wychodzi dwa razy do roku w języku angielskim